# Новоташлинский
Новоташлинский — упразднённый хутор в Кувандыкском районе Оренбургской области. На момент упразднения входил в состав сельского поселения Новосимбирский сельсовет. Исключен из учётных данных в 2008 году.

## География
Располагался на реке Ташла, на расстоянии, примерно, 5 километр к северо-востоку от села Новосимбирка.

## История
Основан в конце XIX века мордовскими переселенцами с Поволжья.
В 1927 году хутор состоял из 104 хозяйств; в административном отношении входил в состав Ново-Симбирского сельсовет Хайбулинской волости Оренбургской губернии.
По данным на 1939 год хутор Ново-Ташлинский входил в состав Антингановского сельсовета Новопокровского района Чкаловской области. На хуторе действовал колхоз «Красный мордовец». В 1940-е годы передан в состав Новосимбирского сельсовета. С 1950-х годов отделение колхоза «Большевик».
Постановление Законодательного Собрания Оренбургской области 20 февраля 2008 года хутор исключен из учётных данных.

## Население
По данным переписи 1926 года на хуторе проживал 591 человек, в том числе 282 мужчины и 309 женщин.
По переписи 2002 года на хуторе проживало 3 человека, из которых русские составляли 67 % населения, мордва — 33 %.